# مارسیا گی هاردن
مارسیا گی هاردن (به انگلیسی: Marcia Gay Harden) (زاده ۱۴ اوت ۱۹۵۹) بازیگر سینما، تلویزیون و تئاتر آمریکایی است. وی برنده یک جایزه اسکار نقش مکمل زن و یک جایزه تونی شده‌است.

## بخشی از فیلم‌شناسی
- تقاطع میلر (۱۹۹۰)
- گذرگاه امن (۱۹۹۴)
- ضد جاسوسی (۱۹۹۶)
- اولین باشگاه همسران (۱۹۹۶)
- فلابر (۱۹۹۷)
- مسافران روز (۱۹۹۷)
- با جو بلک آشنا شوید (۱۹۹۸)
- ازجان‌گذشته (۱۹۹۸)
- گاوچران‌های فضا (۲۰۰۰)
- بعدازظهر گائودی (۲۰۰۱)
- خانه نوزادان (۲۰۰۳)
- لبخند مونا لیزا (۲۰۰۳)
- رودخانه میستیک (۲۰۰۴)
- پی.اس. (۲۰۰۴)
- خرس‌های بدخبر (۲۰۰۵)
- تفنگ آمریکایی (۲۰۰۵)
- رویاهای آمریکایی (۲۰۰۶)
- حقه (۲۰۰۶)
- بوم نقاشی (۲۰۰۶)
- نامرئی (۲۰۰۷)
- ریل‌ها و پیوندها (۲۰۰۷)
- مه (۲۰۰۷)
- سکس و دروغ در شهر گناه (۲۰۰۸)
- کلبه کریسمس (۲۰۰۸)
- شلاق بزن (۲۰۰۹)
- دلیری ایرنا سندلر (۲۰۰۹)
- جدایی (۲۰۱۱)
- پارکلند (۲۰۱۳)
- شراب تابستان (۲۰۱۳)
- السا و فرد (۲۰۱۴)
- جادو در مهتاب (۲۰۱۴)
- لری گی (۲۰۱۵)
- مادربزرگ (۲۰۱۵)
- پنجاه طیف خاکستری (۲۰۱۵)
- یک شغل پیدا کن (۲۰۱۶)
- پنجاه طیف تاریک‌تر (۲۰۱۷)